# Peng Shuai
Dans ce nom chinois, le nom de famille, Peng, précède le nom personnel.
Pour les articles homonymes, voir Peng.
Peng Shuai (chinois simplifié : 彭帅 ; chinois traditionnel : 彭帥 ; pinyin : Péng Shuài), née le 8 janvier 1986 à Xiangtan, est une joueuse de tennis chinoise.
En simple dames, elle atteint la 14e place mondiale au classement WTA le 22 août 2011 et compte deux titres acquis en 2016 et 2017.
Son palmarès est plus étoffé en double. Il comprend vingt-trois titres sur le circuit WTA dans cette discipline, dont deux tournois du Grand Chelem remportés avec la Taïwanaise Hsieh Su-wei : Wimbledon en 2013 et Roland-Garros en 2014.
Elle devient numéro un mondiale de cette discipline en février 2014 et reste à ce rang durant vingt semaines. Elle est la première Chinoise à accéder au sommet de la hiérarchie (simple et double confondus).
Elle est portée disparue en novembre 2021 après avoir accusé de viol l'ex-vice-Premier ministre Zhang Gaoli. Début février 2022, elle dément ces accusations, nie sa propre disparition forcée et annonce la fin de sa carrière professionnelle. Cependant, l'annonce est faite en présence d'un officiel chinois.

## Biographie

### Jeunesse
Peng Shuai commence le tennis à l'âge de 8 ans, lorsque son oncle lui fait découvrir ce sport. Sa surface de prédilection est le dur et son coup favori le coup droit. De plus, elle a la particularité de jouer des deux mains en coup droit et en revers.

### Débuts prometteurs avec une victoire en tournoi majeur

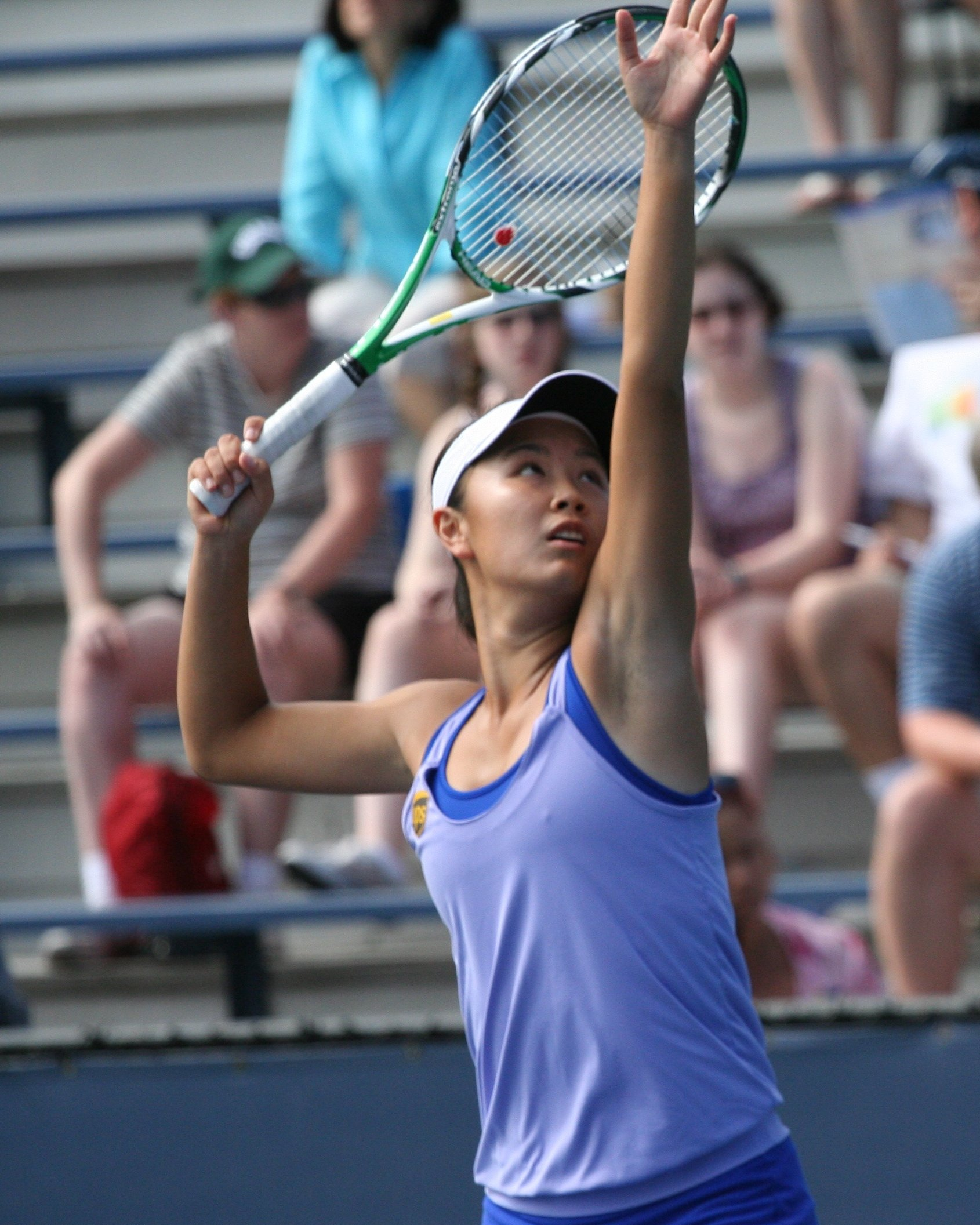
Peng Shuai à l'US Open en 2009.

En 2005, Peng bat trois joueuses du « top 10 » : Anastasia Myskina à Sydney, Elena Dementieva et Kim Clijsters à San Diego. En 2006, Peng arrive en finale à Strasbourg. Elle bat Gisela Dulko, Julia Schruff, Martina Müller, Anabel Medina. Elle échoue face à Nicole Vaidišová. À Wimbledon, Peng atteint le troisième tour en éliminant Eléni Daniilídou et Shahar Peer. Elle est éliminée par Flavia Pennetta. Lors du tournoi de Pékin, elle va jusqu'aux demi-finales. Elle bat Catalina Castaño, Maria Kirilenko, Ai Sugiyama, mais échoue face à Svetlana Kuznetsova.
L'année suivante, elle obtient son premier titre en double, face à Vania King - Sun Tiantian, elle s'impose par un score de 6-3, 6-4 en compagnie de sa compatriote Yan Zi.
Durant cette période, elle obtient des victoires importantes face à des joueuses de renom: comme Amélie Mauresmo en 2007 à Pékin, Marion Bartoli à Strasbourg en 2008 ou Maria Sharapova lors du tournoi de Pékin en 2009.
En 2011, elle arrive à se hisser en finale contre Lucie Šafářová à Forest Hills, finale qu'elle perd sur le score de 6-4, 6-2. Elle avait éliminé la Française Pauline Parmentier, puis la Russe Vera Dushevina et enfin l'Espagnole Carla Suárez Navarro.
En double, elle commence l'association gagnante avec Hsieh Su-wei. Ensemble en 2009, elles remportent les tournois de Sydney face à Nathalie Dechy et Casey Dellacqua, de Rome face à Daniela Hantuchová et Ai Sugiyama, puis de Pékin face à Alla Kudryavtseva et Ekaterina Makarova.
La consécration dans cette discipline vient en 2011. Toujours avec Hsieh Su-wei, Peng remporte le tournoi de Wimbledon. Elles éliminent successivement Vera Dushevina - Alexandra Panova, Stéphanie Foretz - Eva Hrdinová, Darija Jurak - Tamarine Tanasugarn, Jelena Janković - Mirjana Lučić-Baroni, Shuko Aoyama - Chanelle Scheepers et Ashleigh Barty - Casey Dellacqua en finale.
À l'US Open, la paire arrive en quart de finale, éliminée par les futures finalistes Sania Mirza et Zheng Jie.

### 2014-2016: premiers titres et première demi-finale dans un tournoi majeur en simple, confirmation en double aux Internationaux de Paris
En 2014, Peng obtient de bons résultats en simple. Elle se hisse en quart de finale à Pattaya (Thaïlande) en battant Patricia Mayr et Alexandra Dulgheru. Elle est éliminée par Andrea Hlaváčková. Par la suite, c'est à Charleston qu'elle va jusqu'au troisième tour, battant au passage Caroline Garcia et Madison Keys. Sara Errani la vainc au tour suivant. À Wimbledon, Peng atteint le quatrième tour en éliminant Johanna Konta , Maria Kirilenko et Lauren Davis. Elle est éliminée par Petra Kvitová. Peng Shuai remporte son premier tournoi à Nanchang, battant en finale sa compatriote Liu Fangzhou en trois sets (6-2, 3-6, 6-3). Pour cela, elle vainc Han Xinyun, Ilona Kremen, Wang Qiang, et Zheng Saisai. 
Il lui faut pourtant attendre le tournoi de l'US Open pour un nouveau coup d'éclat : elle s’y hisse en demi-finale. Lors de ce tournoi du Grand Chelem, elle élimine sa compatriote Zheng Jie, puis la tête de série numéro 4 Agnieszka Radwańska, puis la numéro 28 Roberta Vinci ; elle poursuit en éliminant Lucie Šafářová, tête de série 14. Belinda Bencic perd ensuite contre Peng. Victime de la chaleur, la Chinoise s'arrête face à Caroline Wozniacki : elle quitte le court en fauteuil, applaudie par le public et son adversaire. 
La même année en double, le 17 février 2014, Peng était devenue la première Chinoise à occuper le premier rang mondial dans cette catégorie. Elle confirme ce niveau, toujours en paire avec Hsieh Su-wei, en gagnant les Internationaux de France : elles y battent successivement Svetlana Kuznetsova - Samantha Stosur, Vera Dushevina - Zheng Saisai, Liezel Huber - Lisa Raymond, Cara Black - Sania Mirza, Garbiñe Muguruza - Suárez Navarro, et enfin Sara Errani - Roberta Vinci. 
En 2015 en simple, Peng se hisse en huitième de finale à l'Open d'Australie. Elle élimine successivement Tatjana Maria, Magdaléna Rybáriková, Yaroslava Shvedova, mais perd face à Maria Sharapova. Dans le même tournoi en double, Peng Shuai, ayant fait équipe avec sa compatriote Xu Yifan, échoue au premier tour face à la paire, tête de série numéro 15, Kimiko Date-Krumm - Casey Dellacqua. Le reste de l'année 2015 reste mitigé, ceci se poursuivant jusqu'au mois d'octobre 2016 pour le simple.
Néanmoins, l’année 2016 est marquée par l'obtention d'un nouveau titre en simple : le tournoi de Tianjin où elle bat l'Américaine Alison Riske en finale. Pour cela, elle a profité du forfait de Zhang Shuai, puis éliminé la Taiwanaise Chang Kai-chen ; elle a ensuite bénéficié du forfait d’Agnieszka Radwańska, enchainant sur une victoire face à Danka Kovinić.
L'année 2016 est bien plus riche pour Peng en double, avec trois titres obtenus : Nottingham (en paire avec Hlaváčková), Canton (avec Asia Muhammad) et Tianjin (avec Christina McHale).

### 2017-2018: deux nouveaux titres en simple
En 2017, Peng Shuai est éliminée au second tour par Eugenie Bouchard lors de l'Open d'Australie. Il lui faut attendre fin janvier pour refaire un coup d'éclat grâce à une finale à Taipei. Elle élimine Zheng Saisai, Kateřina Siniaková, Samantha Stosur et Lucie Šafářová. Elle est vaincue en finale par Elina Svitolina. 
Lors du tournoi d'Indian Wells, Peng se hisse en huitième de finale. Elle bat Lesia Tsurenko, Ana Konjuh et Agnieszka Radwańska. Elle se fait éliminer par Venus Williams en ayant néanmoins gagné le premier set. Associée en double à Andrea Hlaváčková, elle perd au deuxième tour face à Svetlana Kuznetsova et Kristina Mladenovic. 
En avril, elle réitère le parcours fait à Taipei, cette fois à Zhengzhou. Elle élimine alors successivement Shuko Aoyama, Riko Sawayanagi, Zarina Diyas et de nouveau Zheng Saisai en demi-finale, mais elle abandonne en finale face à Wang Qiang.
Elle doit attendre par la suite le tournoi de Strasbourg afin de passer de nouveau un second tour. Durant ce tournoi, elle élimine Alizé Cornet, Amandine Hesse et Shelby Rogers, mais perd face à la future gagnante du tournoi, Samantha Stosur. Lors des Internationaux de France, elle est éliminée d'entrée face à Sorana Cîrstea. À Wimbedon, les victoires en tournoi majeur reviennent avec deux tours passés (face à Markéta Vondroušová et Carla Suárez Navarro) mais elle s’incline face à Simona Halep. 
À Nanchang en juillet 2017, Peng est de nouveau victorieuse. En effet, elle gagne le tournoi éliminant Kurumi Nara, Tereza Martincová, puis ses compatriotes Zhu Lin et Han Xinyun avant de vaincre la Japonaise Nao Hibino en finale. Malgré ce bon parcours, elle n'arrive plus par la suite a vraiment se distinguer : elle passe rarement le deuxième tour. Elle arrive néanmoins au troisième tour à Pékin où elle est battue par Jeļena Ostapenko ; c’est en demi-finale à Tianjin qu’elle perd face à Maria Sharapova. En double, elle obtient un nouveau titre à Shenzhen, associée à Kateřina Siniaková : elles y battent Raluca Olaru et Olga Savchuk.
En 2018, Peng ne passe pas le deuxième tour jusqu'au tournoi de Anning : elle y bat Aleksandrina Naydenova, Yang Zhaoxuan, Elitsa Kostova, pour échouer au tour suivant face à sa compatriote Zheng Saisai.
Le 19 novembre 2018, elle remporte le quatrième tournoi WTA de sa carrière à Houston. Disposant d'une wild card, elle bat Beatriz Haddad Maia, puis s'offre la tête de série numéro 1, Belinda Bencic, puis Whitney Osuigwe ; pour accéder à la finale, elle vainc Jessica Pegula et enfin triomphe en balayant Lauren Davis en finale. En double, elle conserve son titre à Shenzhen, associée à sa compatriote Yang Zhaoxuan.

### 2019-2021: grosses déceptions en tournois majeurs,24etitreen double puis scandale en 2021
Peng essuie des défaites prématurées comme à l'Open d'Australie où elle est vaincue par Marta Kostyuk au premier tour, et lors de Wimbledon où elle subit le même sort face à Sam Stosur. Lors des grands tournois, elle ne passe qu'un tour à Roland-Garros vaincue au second tour par Caroline Garcia. Seul Nanchang fut le tournoi où Peng arrive à de probants résultats en éliminant tour à tour Paula Badosa, Kristýna Plíšková, Zhu Lin. Au tour suivant elle s'incline face à Elena Rybakina.
Elle atteint une finale en double à Nanchang associée à Zhang Shuai, mais la paire y échoue face à la paire Wang Xinyu et Zhu Lin.
Toujours en double, Peng brille à deux reprises. Lors du tournoi d'Anning, associée à Yang Zhaoxuan, elle arrive en finale en éliminant leurs compatriotes Duan Ying-Ying - Han Xinyun. Et lors du tournoi de Canton, associée à Laura Siegemund elle s'adjuge son 24e titre en double dames en éliminant Alexa Guarachi - Giuliana Olmos.
L'année 2020 est très peu fructueuse pour Peng. Elle ne passe qu'à deux reprises le premier tour. Elle est éliminée au second tour à Shenzhen par Kateryna Bondarenko. Elle est éliminée d'entrée à l'Open d'Australie par Nao Hibino. Elle s'incline dès le second tour à Hua Hin (Thaïlande) face à Magda Linette, et perd d'entrée face à Magdalena Fręch lors du tournoi de Doha. La saison est ensuite écourtée pour cause de pandémie.
Elle atteint à nouveau une finale cette année-là avec Zhang Shuai, mais cette fois à Hobart et perd face à Nadiia Kichenok et Sania Mirza.
La saison 2021 est une saison vierge pour Peng, n'ayant joué aucun match.

## Sanction pour tentative de corruption en 2018
Le 8 août 2018, Peng est suspendue six mois, dont trois avec sursis, et condamnée à une amende de 10 000 $, dont 5 000 avec sursis, par la Tennis Integrity Unit (TIU) pour avoir utilisé la coercition et offert une éventuelle récompense financière afin que sa partenaire principale accepte de se retirer du double féminin après la date limite d'inscription aux championnats de Wimbledon 2017. Sa partenaire Alison Van Uytvanck ayant refusé, c’est Peng Shuai qui s'est retirée du tournoi à sa place. Son ancien entraîneur, le Français Bertrand Perret, est également suspendu pendant trois mois.

## Accusation de viol, disparition puis réapparition publique en 2021-2022
Le 2 novembre 2021, par son compte Weibo, Peng Shuai accuse de viol Zhang Gaoli, qui a été premier vice-Premier ministre de 2013 à 2018 et membre du Comité permanent du bureau politique du Parti communiste chinois (la principale instance dirigeante de la Chine) de 2012 à 2017, « considéré comme proche du Premier ministre Li Keqiang ». Son message est censuré peu après,.  Le quotidien français Le Monde indique que le dirigeant politique Zhang Gaoli était le numéro 7 du régime communiste chinois au moment des viols en 2014.
Dans la semaine qui suit la publication de son message, elle disparaît. Le 18 novembre 2021, un message d'elle se voulant rassurant, « sujet à caution » à de nombreux points de vue, est diffusé par la télévision chinoise d’État CGTN,. Seul le Comité international olympique, le CIO, qui au moment de l'affaire Tsimanouskaya avait expliqué ne pas avoir pour mission de « changer le système politique dans un pays », se dit rassuré par ce message. De son côté, Steve Simon, président de la WTA (l'association internationale qui gère le circuit professionnel féminin), menace de supprimer tous les tournois se déroulant en Chine. De même, le 19 novembre, une porte parole du Haut-Commissariat des Nations unies aux droits de l'homme déclare depuis Genève : « Il serait important d’avoir des preuves sur le lieu où elle se trouve et de savoir si elle va bien. Et nous demandons instamment qu’une enquête soit menée en toute transparence sur ces allégations d’agression sexuelle ».
Un message de Peng Shuai souhaitant un « bon week-end » à ses amis, contenant aussi des photos d’elle dans son intérieur, aurait été diffusé le vendredi 19 novembre en soirée sur le réseau social WeChat ; ce message est ensuite repris sur Twitter par un ami, mais il suscite en Occident des doutes sur son authenticité. Le 21 novembre, trois vidéos de la joueuse sont diffusés dont l'une est postée sur Twitter par Hu Xijin, rédacteur en chef du Global Times, un tabloïd chinois. Elle apparaît debout dans un stade, pour « la cérémonie d'ouverture de la finale d'un match de tennis entre adolescents », tandis que les deux vidéos suivantes présentent la joueuse « dînant avec son entraîneur et des amies dans un restaurant ». Néanmoins, l'AFP ne confirme pas l'authenticité des vidéos,.
Le 21 novembre, le CIO annonce que son président Thomas Bach s'est entretenu avec la joueuse lors d'un appel vidéo, qu'elle est à Pékin et qu'elle va bien « mais qu’elle aimerait que sa vie privée soit respectée ». L'entretien a été réalisé avec l'aide d'un homme décrit comme un ami présent pour aider à la traduction, bien que Peng Shuai parle couramment l’anglais. Le communiqué ne dit pas qu'elle est libre, ni n'évoque les accusations de viol. La présence d'un « ami » lors de l'entretien est typique de la mise en scène par la Chine des confessions forcées de dissidents. La WTA met la pression en demandant « une enquête complète, transparente et sans censure, sur ses allégations d’agression sexuelle ». Selon Simon Leplâtre, correspondant du Monde à Shanghai, « la Chine tente d’enterrer l’affaire Peng Shuai, avec le soutien du Comité international olympique », l'appel « vient couronner les efforts de propagande de Pékin », évitant les canaux officiels diplomatiques ou médiatiques, l'affaire étant complètement censurée en Chine, toute discussion sur les réseaux sociaux chinois étant bannie et l'affaire n'apparaissant pas dans les médias. Pour Human Rights Watch, « il est franchement honteux de voir le CIO participer à cette blague du gouvernement chinois que tout va bien et tout est normal pour Peng Shuai. Ce n'est clairement pas le cas, sinon pourquoi le gouvernement chinois censurerait Peng Shuai sur Internet en Chine et ne laisserait pas parler librement aux médias et au public ». L'appel du CIO est également critiqué par de nombreuses personnalités du monde sportif et les gouvernements anglais, américains et français demandent des preuves sur la situation de Peng Shuai. Le 1er décembre 2021, le président de la WTA, Steve Simon, annonce la suspension immédiate de tous les tournois WTA en Chine, y compris Hong Kong, car il ne voit pas comment il peut demander à ses athlètes de participer à des tournois quand Peng Shuai n’est pas autorisée à communiquer librement et a, semble-t-il, subi des pressions pour revenir sur ses accusations d’abus sexuels,. Le 5 décembre, David Haggerty, président de la Fédération internationale de tennis (FIT), annonce en revanche à la BBC qu'il souhaite poursuivre l'organisation d'évènements en Chine. Le 19 décembre, Qingqing Chen, journaliste pour le tabloïd Global Times, diffuse une vidéo de sept secondes sur Twitter, montrant Peng Shuai en train de discuter avec l'ancien basketteur vedette de NBA, Yao Ming. Selon le journaliste, la vidéo lui a été envoyée par un ami et a été tournée lors d'un évènement de promotion du ski nordique qui, selon le média d'État CGTN, a eu lieu le 18 décembre à Shanghai.
La disparition de Peng Shuai s’ajoute à de nombreux précédents de « disparitions forcées » de personnalités chinoises ayant des profils variés, dont les hommes d’affaires Jack Ma et Ren Zhiqiang, ou des artistes tels que les actrices Zhao Wei, Fan Bingbing et le plasticien Ai Weiwei,,. Selon la journaliste Ursula Gauthier, ancienne correspondante de L'Obs à Pékin, « la disparition est un moyen couramment utilisé par le Parti communiste chinois pour régler ses problèmes de mauvaises réputations ».
En février 2022, dans une interview à L'Équipe, elle assure n’avoir jamais disparu et nie avoir émis des accusations d’agression sexuelle. Elle annonce au cours du même entretien qu’elle met un terme à sa carrière professionnelle,. Un officiel chinois fait office de traducteur lors de cette interview. Un des journalistes ayant conduit cette interview déclare que celle-ci ne lève pas les doutes sur la liberté d'expression et de mouvement de Peng Shuai, mais qu'elle apparaît en bonne santé.

## Palmarès

### Titres en simple dames
| No | Date       | Nom et lieu du tournoi | Catégorie | Dotation  | Surface    | Finaliste    | Score     |          |
| -- | ---------- | ---------------------- | --------- | --------- | ---------- | ------------ | --------- | -------- |
| 1  | 10-10-2016 | Tianjin Open, Tianjin  | Intern'l  | 500 000 $ | Dur (ext.) | Alison Riske | 7-63, 6-2 | Parcours |
| 2  | 24-07-2017 | Jiangxi Open, Nanchang | Intern'l  | 250 000 $ | Dur (ext.) | Nao Hibino   | 6-3, 6-2  | Parcours |

### Finales en simple dames
| No | Date       | Nom et lieu du tournoi                   | Catégorie | Dotation  | Surface      | Vainqueure         | Score          |          |
| -- | ---------- | ---------------------------------------- | --------- | --------- | ------------ | ------------------ | -------------- | -------- |
| 1  | 22-05-2006 | Internationaux de Strasbourg, Strasbourg | Tier III  | 175 000 $ | Terre (ext.) | Nicole Vaidišová   | 7-67, 6-3      | Parcours |
| 2  | 19-08-2008 | Women’s Tennis Classic, Forest Hills     | Tier IV   | 74 800 $  | Dur (ext.)   | Lucie Šafářová     | 6-4, 6-2       | Parcours |
| 3  | 15-09-2008 | International Women’s Open, Guangzhou    | Tier III  | 175 000 $ | Dur (ext.)   | Vera Zvonareva     | 6-74, 6-0, 6-2 | Parcours |
| 4  | 16-05-2011 | Brussels Open by GDF Suez, Bruxelles     | Premier   | 618 000 $ | Terre (ext.) | Caroline Wozniacki | 2-6, 6-3, 6-3  | Parcours |
| 5  | 20-05-2013 | Brussels Open, Bruxelles                 | Premier   | 690 000 $ | Terre (ext.) | Kaia Kanepi        | 6-2, 7-5       | Parcours |
| 6  | 30-12-2013 | Shenzhen Open, Shenzhen                  | Intern'l  | 500 000 $ | Dur (ext.)   | Li Na              | 6-4, 7-5       | Parcours |
| 7  | 30-01-2017 | Taïwan Open, Taipei                      | Intern'l  | 250 000 $ | Dur (ext.)   | Elina Svitolina    | 6-3, 6-2       | Parcours |

### Titres en double dames
| No | Date       | Nom et lieu du tournoi                         | Catégorie | Dotation     | Surface      | Partenaire        | Finalistes                            | Score              |          |
| -- | ---------- | ---------------------------------------------- | --------- | ------------ | ------------ | ----------------- | ------------------------------------- | ------------------ | -------- |
| 1  | 24-09-2007 | International Women’s Open Guangzhou           | Tier III  | 175 000 $    | Dur (ext.)   | Yan Zi            | Vania King Sun Tiantian               | 6-3, 6-4           | Parcours |
| 2  | 03-03-2008 | Canara Bank Open Bangalore                     | Tier II   | 600 000 $    | Dur (ext.)   | Sun Tiantian      | Chan Yung-jan Chuang Chia-jung        | 6-4, 5-7, [10-8]   | Parcours |
| 3  | 08-09-2008 | C. Bank Tennis Classic Bali                    | Tier III  | 225 000 $    | Dur (ext.)   | Hsieh Su-wei      | Marta Domachowska Nadia Petrova       | 6-74, 7-63, [10-7] | Parcours |
| 4  | 12-01-2009 | Medibank International Sydney                  | Premier   | 600 000 $    | Dur (ext.)   | Hsieh Su-wei      | Nathalie Dechy Casey Dellacqua        | 6-0, 6-1           | Parcours |
| 5  | 04-05-2009 | Internazionali BNL d'Italia Rome               | Premier 5 | 2 000 000 $  | Terre (ext.) | Hsieh Su-wei      | Daniela Hantuchová Ai Sugiyama        | 7-5, 7-65          | Parcours |
| 6  | 03-10-2009 | China Open Pékin                               | PREMIER*  | 4 500 000 $  | Dur (ext.)   | Hsieh Su-wei      | Alla Kudryavtseva Ekaterina Makarova  | 6-3, 6-1           | Parcours |
| 7  | 09-05-2011 | Internazionali BNL d'Italia Rome               | Premier 5 | 2 050 000 $  | Terre (ext.) | Zheng Jie         | Vania King Yaroslava Shvedova         | 6-2, 6-3           | Parcours |
| 8  | 13-05-2013 | Internazionali BNL d'Italia Rome               | Premier 5 | 2 369 000 $  | Terre (ext.) | Hsieh Su-wei      | Sara Errani Roberta Vinci             | 4-6, 6-3, [10-8]   | Parcours |
| 9  | 24-06-2013 | The Championships Wimbledon                    | G. Chelem | 16 775 934 $ | Gazon (ext.) | Hsieh Su-wei      | Ashleigh Barty Casey Dellacqua        | 7-61, 6-1          | Parcours |
| 10 | 12-08-2013 | Western & Southern Open Cincinnati             | Premier 5 | 2 369 000 $  | Dur (ext.)   | Hsieh Su-wei      | Anna-Lena Grönefeld Květa Peschke     | 2-6, 6-3, [12-10]  | Parcours |
| 11 | 16-09-2013 | GRC Bank Int'l Women's Open Guangzhou          | Intern'l  | 500 000 $    | Dur (ext.)   | Hsieh Su-wei      | Vania King Galina Voskoboeva          | 6-3, 4-6, [12-10]  | Parcours |
| 12 | 21-10-2013 | TEB BNP Paribas WTA Championships Istanbul     | Masters   | 6 000 000 $  | Dur (int.)   | Hsieh Su-wei      | Ekaterina Makarova Elena Vesnina      | 6-4, 7-5           | Parcours |
| 13 | 27-01-2014 | PTT Pattaya Open Pattaya                       | Intern'l  | 250 000 $    | Dur (ext.)   | Zhang Shuai       | Alla Kudryavtseva Anastasia Rodionova | 3-6, 7-65, [10-6]  | Parcours |
| 14 | 10-02-2014 | Qatar Total Open 2014 Doha                     | Premier 5 | 2 440 070 $  | Dur (ext.)   | Hsieh Su-wei      | Květa Peschke Katarina Srebotnik      | 6-4, 6-0           | Parcours |
| 15 | 03-03-2014 | BNP Paribas Open Indian Wells                  | PREMIER*  | 5 946 740 $  | Dur (ext.)   | Hsieh Su-wei      | Cara Black Sania Mirza                | 7-65, 6-2          | Parcours |
| 16 | 25-05-2014 | Roland-Garros Paris                            | G. Chelem | 15 598 998 $ | Terre (ext.) | Hsieh Su-wei      | Sara Errani Roberta Vinci             | 6-4, 6-1           | Parcours |
| 17 | 27-09-2014 | China Open Pékin                               | PREMIER*  | 5 427 105 $  | Dur (ext.)   | Andrea Hlaváčková | Cara Black Sania Mirza                | 6-4, 6-4           | Parcours |
| 18 | 06-06-2016 | Aegon Open Nottingham Nottingham               | Intern'l  | 250 000 $    | Gazon (ext.) | Andrea Hlaváčková | Gabriela Dabrowski Yang Zhaoxuan      | 7-5, 3-6, [10-7]   | Parcours |
| 19 | 19-09-2016 | Guangzhou International Women's Open Guangzhou | Intern'l  | 250 000 $    | Dur (ext.)   | Asia Muhammad     | Olga Govortsova Vera Lapko            | 6-2, 7-63          | Parcours |
| 20 | 10-10-2016 | Tianjin Open Tianjin                           | Intern'l  | 500 000 $    | Dur (ext.)   | Christina McHale  | Magda Linette Xu Yifan                | 7-68, 6-0          | Parcours |
| 21 | 01-01-2017 | Shenzhen Open Shenzhen                         | Intern'l  | 750 000 $    | Dur (ext.)   | Andrea Hlaváčková | Raluca Olaru Olga Savchuk             | 6-1, 7-5           | Parcours |
| 22 | 31-12-2018 | Shenzhen Open Shenzhen                         | Intern'l  | 626 750 $    | Dur (ext.)   | Yang Zhaoxuan     | Duan Ying-Ying Renata Voráčová        | 6-4, 6-3           | Parcours |
| 23 | 16-09-2019 | Guangzhou International Women's Open Guangzhou | Intern'l  | 226 750 $    | Dur (ext.)   | Laura Siegemund   | Alexa Guarachi Giuliana Olmos         | 6-2, 6-1           | Parcours |

### Finales en double dames
| No | Date       | Nom et lieu du tournoi                     | Catégorie | Dotation    | Surface      | Vainqueures                          | Partenaire        | Score            |          |
| -- | ---------- | ------------------------------------------ | --------- | ----------- | ------------ | ------------------------------------ | ----------------- | ---------------- | -------- |
| 1  | 09-04-2007 | Family Circle Cup Charleston               | Tier I    | 1 340 000 $ | Terre (ext.) | Yan Zi Zheng Jie                     | Sun Tiantian      | 7-5, 6-0         | Parcours |
| 2  | 05-04-2010 | MPS Group Championships Ponte Vedra Beach  | Intern'l  | 220 000 $   | Terre (ext.) | Bethanie Mattek-Sands Yan Zi         | Chuang Chia-jung  | 4-6, 6-4, [10-8] | Parcours |
| 3  | 26-09-2010 | Toray Pan Pacific Open Tokyo               | Premier 5 | 2 000 000 $ | Dur (ext.)   | Iveta Benešová Barbora Z. Strýcová   | Shahar Peer       | 6-4, 4-6, [10-8] | Parcours |
| 4  | 20-10-2014 | BNP Paribas WTA Finals Singapour           | Masters   | 6 500 000 $ | Dur (int.)   | Cara Black Sania Mirza               | Hsieh Su-wei      | 6-1, 6-0         | Parcours |
| 5  | 16-01-2017 | Australian Open Melbourne                  | G. Chelem | NC          | Dur (ext.)   | Bethanie Mattek-Sands Lucie Šafářová | Andrea Hlaváčková | 64-7, 6-3, 6-3   | Parcours |
| 6  | 19-02-2017 | Dubaï Duty Free Tennis Championships Dubaï | Premier 5 | 2 666 000 $ | Dur (ext.)   | Ekaterina Makarova Elena Vesnina     | Andrea Hlaváčková | 6-2, 4-6, [10-7] | Parcours |
| 7  | 19-02-2018 | Duty Free Tennis Championships Dubaï       | Premier   | 2 623 485 $ | Dur (ext.)   | Chan Hao-ching Yang Zhaoxuan         | Hsieh Su-wei      | 4-6, 6-2, [10-6] | Parcours |
| 8  | 09-09-2019 | Jiangxi Open Nanchang                      | Intern'l  | 226 750 $   | Dur (ext.)   | Wang Xinyu Zhu Lin                   | Zhang Shuai       | 6-2, 7-65        | Parcours |
| 9  | 13-01-2020 | Hobart International Hobart                | Intern'l  | 251 750 $   | Dur (ext.)   | Nadiia Kichenok Sania Mirza          | Zhang Shuai       | 6-4, 6-4         | Parcours |

### Titres en simple en WTA 125
| No | Date       | Nom et lieu du tournoi                                 | Catégorie | Dotation  | Surface    | Finaliste    | Score         |          |
| -- | ---------- | ------------------------------------------------------ | --------- | --------- | ---------- | ------------ | ------------- | -------- |
| 1  | 21-07-2014 | Zhonghong Jiangxi International Women's Open, Nanchang | WTA 125   | 125 000 $ | Dur (ext.) | Liu Fangzhou | 6-2, 3-6, 6-3 | Parcours |
| 2  | 12-11-2018 | Oracle Challenger Series, Houston                      | WTA 125   | 140 000 $ | Dur (ext.) | Lauren Davis | 1-6, 7-5, 6-4 | Parcours |

### Finale en simple en WTA 125
| No | Date       | Nom et lieu du tournoi                              | Catégorie | Dotation  | Surface    | Vainqueure | Score              |          |
| -- | ---------- | --------------------------------------------------- | --------- | --------- | ---------- | ---------- | ------------------ | -------- |
| 1  | 17-04-2017 | Biyuan Cup Zhengzhou Women's Tennis Open, Zhengzhou | WTA 125   | 125 000 $ | Dur (ext.) | Wang Qiang | 3-6, 7-63, 1-1 ab. | Parcours |

### Titre en double en WTA 125
| No | Date       | Nom et lieu du tournoi | Catégorie | Dotation  | Surface      | Partenaire    | Finalistes                | Score    |          |
| -- | ---------- | ---------------------- | --------- | --------- | ------------ | ------------- | ------------------------- | -------- | -------- |
| 1  | 22-04-2019 | Kunming Open Anning    | WTA 125   | 115 000 $ | Terre (ext.) | Yang Zhaoxuan | Duan Ying-Ying Han Xinyun | 7-5, 6-2 | Parcours |

## Parcours en Grand Chelem

### En simple dames
| Année | Open d'Australie | Open d'Australie    | Internationaux de France | Internationaux de France | Wimbledon       | Wimbledon           | US Open         | US Open             |
| ----- | ---------------- | ------------------- | ------------------------ | ------------------------ | --------------- | ------------------- | --------------- | ------------------- |
| 2004  | —                | —                   | Q3                       | Julia Schruff            | 1er tour (1/64) | Silvia Farina       | Q1              | Anastasia Rodionova |
| 2005  | 2e tour (1/32)   | Venus Williams      | 2e tour (1/32)           | Lindsay Davenport        | —               | —                   | 1er tour (1/64) | Emma Laine          |
| 2006  | 1er tour (1/64)  | Ashley Harkleroad   | 2e tour (1/32)           | Karolina Šprem           | 3e tour (1/16)  | Flavia Pennetta     | 1er tour (1/64) | Martina Hingis      |
| 2007  | 2e tour (1/32)   | Patty Schnyder      | —                        | —                        | 1er tour (1/64) | Hana Šromová        | 1er tour (1/64) | Flavia Pennetta     |
| 2008  | 1er tour (1/64)  | Alisa Kleybanova    | 2e tour (1/32)           | Iveta Benešová           | 3e tour (1/16)  | Alla Kudryavtseva   | 2e tour (1/32)  | Flavia Pennetta     |
| 2009  | 3e tour (1/16)   | Serena Williams     | 1er tour (1/64)          | M. J. Martínez           | 2e tour (1/32)  | Agnieszka Radwańska | 2e tour (1/32)  | Yanina Wickmayer    |
| 2010  | 1er tour (1/64)  | Zheng Jie           | —                        | —                        | —               | —                   | 3e tour (1/16)  | Andrea Petkovic     |
| 2011  | 4e tour (1/8)    | Agnieszka Radwańska | 3e tour (1/16)           | Francesca Schiavone      | 4e tour (1/8)   | Maria Sharapova     | 4e tour (1/8)   | Flavia Pennetta     |
| 2012  | 2e tour (1/32)   | Iveta Benešová      | 3e tour (1/16)           | Maria Sharapova          | 4e tour (1/8)   | Maria Kirilenko     | 1er tour (1/64) | Elena Vesnina       |
| 2013  | 2e tour (1/32)   | Maria Kirilenko     | 2e tour (1/32)           | Petra Kvitová            | 2e tour (1/32)  | Marina Erakovic     | 2e tour (1/32)  | Svetlana Kuznetsova |
| 2014  | 1er tour (1/64)  | Kurumi Nara         | 1er tour (1/64)          | Sloane Stephens          | 4e tour (1/8)   | Petra Kvitová       | 1/2 finale      | Caroline Wozniacki  |
| 2015  | 4e tour (1/8)    | Maria Sharapova     | 1er tour (1/64)          | Polona Hercog            | —               | —                   | —               | —                   |
| 2016  | —                | —                   | —                        | —                        | 1er tour (1/64) | Sloane Stephens     | 1er tour (1/64) | Varvara Lepchenko   |
| 2017  | 2e tour (1/32)   | Eugenie Bouchard    | 1er tour (1/64)          | Sorana Cîrstea           | 3e tour (1/16)  | Simona Halep        | 2e tour (1/32)  | Donna Vekić         |
| 2018  | 1er tour (1/64)  | Marta Kostyuk       | 2e tour (1/32)           | Caroline Garcia          | 1er tour (1/64) | Samantha Stosur     | —               | —                   |
| 2019  | 1er tour (1/64)  | Eugenie Bouchard    | Q1                       | Rebecca Šramková         | Q1              | Samantha Murray     | 2e tour (1/32)  | María Sákkari       |
| 2020  | 1er tour (1/64)  | Nao Hibino          | —                        | —                        | Annulé          | Annulé              | —               | —                   |

N.B. : à droite du résultat se trouve le nom de l'ultime adversaire.

### En double dames
N.B. : le nom de la partenaire se trouve sous le résultat ; le nom des ultimes adversaires se trouve à droite.

### En double mixte
| Année | Open d'Australie             | Open d'Australie                     | Internationaux de France      | Internationaux de France | Wimbledon                   | Wimbledon                 | US Open                      | US Open                   |
| ----- | ---------------------------- | ------------------------------------ | ----------------------------- | ------------------------ | --------------------------- | ------------------------- | ---------------------------- | ------------------------- |
| 2006  | -                            | -                                    | -                             | -                        | 1er tour (1/32) T. Parrott  | M. Krajicek Rogier Wassen | -                            | -                         |
| 2008  | -                            | -                                    | 1er tour (1/16) Wesley Moodie | V. Razzano Rogier Wassen | 3e tour (1/8) Martin Damm   | K. Srebotnik Mike Bryan   | 1er tour (1/16) Lukáš Dlouhý | Lisa Raymond Marcelo Melo |
| 2009  | -                            | -                                    | -                             | -                        | 2e tour (1/16) Marcelo Melo | Anabel Medina F. Santoro  | -                            | -                         |
| 2012  | 1er tour (1/16) Jamie Murray | A. Spears M. Fyrstenberg             | -                             | -                        | -                           | -                         | -                            | -                         |
| 2018  | 1er tour (1/16) Max Mirnyi   | Sestini-Hlaváčková É. Roger-Vasselin |                               |                          |                             |                           |                              |                           |

Sous le résultat, le partenaire ; à droite, l'ultime équipe adverse.

## Parcours en «Premier Mandatory» et «Premier 5»
Découlant d'une réforme du circuit WTA inaugurée en 2009, les tournois WTA « Premier Mandatory » et « Premier 5 » constituent les catégories d'épreuves les plus prestigieuses, après les quatre levées du Grand Chelem.

### En simple dames
| Année |              | Premier Mandatory             | Premier Mandatory            | Premier Mandatory              | Premier Mandatory            |       | Premier 5 | Premier 5                     | Premier 5                    | Premier 5                   | Premier 5                    | Premier 5 | Premier 5                   |
| Année | Indian Wells | Miami                         | Madrid                       | Pékin                          |                              | Dubaï | Rome      | Canada                        | Cincinnati                   |                             | Tokyo                        |           |                             |
| Année | Indian Wells | Miami                         | Madrid                       | Pékin                          |                              | Doha  | Rome      | Canada                        | Cincinnati                   |                             | Wuhan                        |           |                             |
| Année | Indian Wells | Miami                         | Madrid                       | Pékin                          |                              |       | Rome      | Canada                        | Cincinnati                   |                             |                              |           |                             |
| 2009  |              | 3e tour (1/16) D. Safina      | 3e tour (1/16) S. Williams   | 2e tour (1/16) V. Azarenka     | 1/4 de finale N. Petrova     |       |           | 1er tour (1/32) M. Niculescu  | 1er tour (1/32) M. Bartoli   | 1er tour (1/32) V. Azarenka | 3e tour (1/8) D. Safina      |           | 2e tour (1/16) L. Šafářová  |
| 2010  |              | 3e tour (1/16) N. Petrova     | 2e tour (1/32) S. Kuznetsova | 2e tour (1/16) A. Parra        | 1er tour (1/32) S. Errani    |       |           |                               |                              |                             |                              |           |                             |
| 2011  |              | 1/4 de finale M. Sharapova    | 4e tour (1/8) A. Dulgheru    | 1er tour (1/32) F. Schiavone   | 1er tour (1/32) F. Pennetta  |       |           | 2e tour (1/16) V. Azarenka    | 1er tour (1/32) C. McHale    | 2e tour (1/16) Li Na        | 1/4 de finale J. Janković    |           | 3e tour (1/8) M. Bartoli    |
| 2012  |              | 2e tour (1/32) K. Pervak      | 3e tour (1/16) S. Lisicki    | 1er tour (1/32) L. Hradecká    | 3e tour (1/8) Li Na          |       |           | 2e tour (1/16) C. McHale      | 1er tour (1/32) S. Peer      | 2e tour (1/16) M. Bartoli   | 3e tour (1/8) P. Kvitová     |           | 1er tour (1/32) N. Petrova  |
| 2013  |              | 3e tour (1/16) S. Stosur      | 2e tour (1/32) P. Kvitová    | 1er tour (1/32) C. McHale      | 1er tour (1/32) Zhang S.     |       |           |                               | 2e tour (1/16) S. Stosur     |                             | 1er tour (1/32) C. Wozniacki |           | 2e tour (1/16) M. Keys      |
| 2014  |              | 2e tour (1/32) E. Bouchard    | 2e tour (1/32) A. Kerber     | 2e tour (1/16) S. Williams     | 2e tour (1/16) P. Kvitová    |       |           | 2e tour (1/16) L. Šafářová    | 1er tour (1/32) V. Lepchenko |                             |                              |           | 1er tour (1/32) M. Barthel  |
| 2015  |              |                               |                              | 1er tour (1/32) Pavlyuchenkova |                              |       |           | 2e tour (1/16) T. Pironkova   |                              |                             |                              |           |                             |
| 2016  |              | 1er tour (1/64) Y. Putintseva | 2e tour (1/32) M. Niculescu  |                                | 2e tour (1/16) C. Garcia     |       |           |                               |                              |                             |                              |           | 1er tour (1/32) Zhang S.    |
| 2017  |              | 4e tour (1/8) V. Williams     | 3e tour (1/16) S. Stosur     | 1er tour (1/32) C. Suárez      | 3e tour (1/8) J. Ostapenko   |       |           | 3e tour (1/8) A. Sevastova    | 1er tour (1/32) M. Barthel   | 1er tour (1/32) E. Makarova | 1er tour (1/32) A. Sevastova |           | 2e tour (1/16) M. Puig      |
| 2018  |              |                               |                              | 1er tour (1/32) G. Muguruza    |                              |       |           | 1er tour (1/32) K. Mladenovic | 1er tour (1/32) I-C. Begu    |                             |                              |           |                             |
| 2019  |              |                               |                              |                                | 1er tour (1/32) D. Kasatkina |       |           |                               |                              |                             |                              |           | 1er tour (1/32) G. Muguruza |

Sous le résultat, l’ultime adversaire.

### En double dames
| Année                    | Premier Mandatory    | Premier Mandatory       | Premier Mandatory    | Premier Mandatory          | Premier Mandatory    | Premier Mandatory        | Premier Mandatory     | Premier Mandatory       | Premier 5         | Premier 5             | Premier 5               | Premier 5               | Premier 5           | Premier 5             | Premier 5                 | Premier 5                | Premier 5           | Premier 5                 | Premier 5         | Premier 5 | Premier 5 | Premier 5 |
| Année                    | Indian Wells         | Indian Wells            | Miami                | Miami                      | Madrid               | Madrid                   | Pékin                 | Pékin                   | Dubaï             | Dubaï                 | Doha                    | Doha                    | Rome                | Rome                  | Canada                    | Canada                   | Cincinnati          | Cincinnati                | Tokyo             | Tokyo     | Wuhan     | Wuhan     |
| ------------------------ | -------------------- | ----------------------- | -------------------- | -------------------------- | -------------------- | ------------------------ | --------------------- | ----------------------- | ----------------- | --------------------- | ----------------------- | ----------------------- | ------------------- | --------------------- | ------------------------- | ------------------------ | ------------------- | ------------------------- | ----------------- | --------- | --------- | --------- |
| 2009                     |                      |                         |                      |                            |                      |                          |                       |                         |                   |                       |                         |                         |                     |                       |                           |                          |                     |                           |                   |           |           |           |
| 2e tour (1/8) Hsieh      | Dulko Peer           | 1er tour (1/16) Savchuk | Black Huber          | 1er tour (1/16) Kleybanova | Mattek-Sands Petrova | Victoire Hsieh           | Kudryavtseva Makarova | —                       | —                 |                       |                         | Victoire Hsieh          | Hantuchová Sugiyama | 2e tour (1/8) Hsieh   | Amanmuradova Kudryavtseva | 2e tour (1/8) Hsieh      | Dushevina Rodionova | —                         | —                 |           |           |           |
| 2010                     |                      |                         |                      |                            |                      |                          |                       |                         |                   |                       |                         |                         |                     |                       |                           |                          |                     |                           |                   |           |           |           |
| 1er tour (1/16) Makarova | Grandin Spears       | 1/4 de finale Makarova  | Chan Zheng           | 1er tour (1/16) Cîrstea    | Rosolska Shvedova    | 2e tour (1/8) Date-Krumm | King Shvedova         | —                       | —                 |                       |                         | —                       | —                   | —                     | —                         | —                        | —                   | Finale Peer               | Benešová Strýcová |           |           |           |
| 2011                     |                      |                         |                      |                            |                      |                          |                       |                         |                   |                       |                         |                         |                     |                       |                           |                          |                     |                           |                   |           |           |           |
| 1er tour (1/16) Peer     | Hantuchová Radwańska | 1/2 finale Peer         | Hantuchová Radwańska | 2e tour (1/8) Zheng        | Azarenka Kirilenko   | 1/4 de finale Zheng      | Dulko Pennetta        | 2e tour (1/8) Dushevina | Peschke Srebotnik |                       |                         | Victoire Zheng          | King Shvedova       | —                     | —                         | —                        | —                   | —                         | —                 |           |           |           |
| 2012                     |                      |                         |                      |                            |                      |                          |                       |                         |                   |                       |                         |                         |                     |                       |                           |                          |                     |                           |                   |           |           |           |
| 1er tour (1/16) Hsieh    | Benešová Strýcová    | 1er tour (1/16) Hsieh   | Kirilenko Petrova    | 1er tour (1/16) Gajdošová  | Makarova Vesnina     | 2e tour (1/8) Hantuchová | Kops-Jones Spears     |                         |                   | 1er tour (1/16) Hsieh | Jans-Ignacik Mladenovic | 1er tour (1/16) Lisicki | Forfait             | 1/4 de finale Lisicki | Huber Raymond             | 1/4 de finale Daniilídou | Srebotnik Zheng     | 1er tour (1/8) Hantuchová | Grönefeld Peschke |           |           |           |
| 2013                     |                      |                         |                      |                            |                      |                          |                       |                         |                   |                       |                         |                         |                     |                       |                           |                          |                     |                           |                   |           |           |           |
| 1/2 finale Hsieh         | Petrova Srebotnik    | 2e tour (1/8) Hsieh     | Kuznetsova Pennetta  | 1er tour (1/16) Hsieh      | Soler Suárez         | 1/2 finale Hsieh         | Dushevina Parra       |                         |                   | —                     | —                       | Victoire Hsieh          | Errani Vinci        | —                     | —                         | Victoire Hsieh           | Grönefeld Peschke   | 1/2 finale Hsieh          | Black Mirza       |           |           |           |
| 2014                     |                      |                         |                      |                            |                      |                          |                       |                         |                   |                       |                         |                         |                     |                       |                           |                          |                     |                           |                   |           |           |           |
| Victoire Hsieh           | Black Mirza          | 1er tour (1/16) Hsieh   | Date-Krumm Strýcová  | 1/2 finale Hsieh           | Muguruza Suárez      |                          |                       |                         |                   | Victoire Hsieh        | Peschke Srebotnik       |                         |                     |                       |                           |                          |                     |                           |                   |           |           |           |

N.B. : le nom de la partenaire se trouve sous le résultat ; le nom des ultimes adversaires se trouve à droite.

## Parcours aux Masters

### En double dames
| # | Date       | Nom de l'édition                           | ($)       | Surface    | Résultat | Partenaire   | Ultimes adversaires              | Score    |          |
| - | ---------- | ------------------------------------------ | --------- | ---------- | -------- | ------------ | -------------------------------- | -------- | -------- |
| 1 | 21/10/2013 | TEB BNP Paribas WTA Championships Istanbul | 6 000 000 | Dur (int.) | Victoire | Hsieh Su-wei | Ekaterina Makarova Elena Vesnina | 6-4, 7-5 | Parcours |
| 2 | 20/10/2014 | BNP Paribas WTA Finals Singapour           | 6 500 000 | Dur (int.) | Finale   | Hsieh Su-wei | Cara Black Sania Mirza           | 6-1, 6-0 | Parcours |

## Parcours aux Jeux olympiques

### En simple dames
| # | Date       | Nom de l'olympiade                  | Surface      | Résultat        | Ultime adversaire | Score          |          |
| - | ---------- | ----------------------------------- | ------------ | --------------- | ----------------- | -------------- | -------- |
| 1 | 11/08/2008 | Olympic Tennis Event Pékin          | Dur (ext.)   | 2e tour (1/16)  | Alizé Cornet      | 6-2, 6-2       | Parcours |
| 2 | 28/07/2012 | Olympic Tennis Event Wimbledon      | Gazon (ext.) | 2e tour (1/16)  | Petra Kvitová     | 7-5, 2-6, 6-1  | Parcours |
| 3 | 06/08/2016 | Olympic Tennis Event Rio de Janeiro | Dur (ext.)   | 1er tour (1/32) | Heather Watson    | 6-4, 65-7, 6-3 | Parcours |

### En double dames
| # | Date       | Nom de l'olympiade                  | Surface      | Résultat        | Partenaire   | Ultimes adversaires              | Score          |          |
| - | ---------- | ----------------------------------- | ------------ | --------------- | ------------ | -------------------------------- | -------------- | -------- |
| 1 | 11/08/2008 | Olympic Tennis Event Pékin          | Dur (ext.)   | 1er tour (1/16) | Sun Tiantian | Olga Govortsova Darya Kustova    | 7-61, 7-63     | Parcours |
| 2 | 28/07/2012 | Olympic Tennis Event Wimbledon      | Gazon (ext.) | 1/4 de finale   | Zheng Jie    | Maria Kirilenko Nadia Petrova    | 7-5, 6-77, 6-4 | Parcours |
| 3 | 06/08/2016 | Olympic Tennis Event Rio de Janeiro | Dur (ext.)   | 2e tour (1/8)   | Zhang Shuai  | Andrea Hlaváčková Lucie Hradecká | 6-4, 6-4       | Parcours |

## Parcours en Fed Cup
| #                                                               | Date       | Lieu                | Surface      | Gagnante(s)                          | Perdante(s)             | Score              |          |
|                                                                 |            |                     |              |                                      |                         |                    |          |
| 2006 - 1er tour (groupe mondial II) - Indonésie - Chine - 0 : 4 |            |                     |              |                                      |                         |                    |          |
| 1                                                               | 22/04/2006 | Jakarta             | Dur (ext.)   | Peng Shuai                           | Romana Tedjakusuma      | 2-6, 6-4, 6-0      | Parcours |
| 1                                                               | 22/04/2006 | Jakarta             | Dur (ext.)   | Peng Shuai                           | Angelique Widjaja       | 6-3, 6-0           | Parcours |
|                                                                 |            |                     |              |                                      |                         |                    |          |
| 2007 - 1/4 de finale (groupe mondial) - Italie - Chine - 5 : 0  |            |                     |              |                                      |                         |                    |          |
| 2                                                               | 21/04/2007 | Castellaneta Marina | Terre (ext.) | Flavia Pennetta                      | Peng Shuai              | 0-6, 7-5, 3-0, ab. | Parcours |
|                                                                 |            |                     |              |                                      |                         |                    |          |
| 2008 - 1/4 de finale (groupe mondial) - Chine - France - 3 : 2  |            |                     |              |                                      |                         |                    |          |
| 3                                                               | 02/02/2008 | Pékin               | Dur (int.)   | Peng Shuai                           | Virginie Razzano        | 4-6, 6-3, 6-4      | Parcours |
|                                                                 |            |                     |              |                                      |                         |                    |          |
| 2008 - 1/2 finale (groupe mondial) - Chine - Espagne - 1 : 4    |            |                     |              |                                      |                         |                    |          |
| 4                                                               | 26/04/2008 | Pékin               | Dur (int.)   | Carla Suárez Navarro                 | Peng Shuai              | 6-3, 7-64          | Parcours |
| 4                                                               | 26/04/2008 | Pékin               | Dur (int.)   | Nuria Llagostera                     | Peng Shuai              | 6-4, 6-4           | Parcours |
| 4                                                               | 26/04/2008 | Pékin               | Dur (int.)   | Nuria Llagostera María José Martínez | Peng Shuai Sun Tiantian | 6-2, 6-1           | Parcours |
|                                                                 |            |                     |              |                                      |                         |                    |          |
| 2009 - Barrage (groupe mondial I) - Allemagne - Chine - 3 : 2   |            |                     |              |                                      |                         |                    |          |
| 5                                                               | 25/04/2009 | Francfort           | Terre (ext.) | Anna-Lena Grönefeld                  | Peng Shuai              | 4-6, 6-4, 6-2      | Parcours |
| 5                                                               | 25/04/2009 | Francfort           | Terre (ext.) | Peng Shuai                           | Tatjana Malek           | 6-2, 2-6, 7-5      | Parcours |
| 5                                                               | 25/04/2009 | Francfort           | Terre (ext.) | Anna-Lena Grönefeld Sabine Lisicki   | Peng Shuai Zheng Jie    | 4-6, 7-5, 6-2      | Parcours |
|                                                                 |            |                     |              |                                      |                         |                    |          |
| 2010 - Barrage (groupe mondial II) - Suède - Chine - 3 : 2      |            |                     |              |                                      |                         |                    |          |
| 6                                                               | 25/04/2010 | Helsingborg         | Dur (int.)   | Johanna Larsson                      | Peng Shuai              | 6-2, 6-4           | Parcours |
| 6                                                               | 25/04/2010 | Helsingborg         | Dur (int.)   | Peng Shuai                           | Sofia Arvidsson         | 6-74, 6-1, 8-6     | Parcours |

## Classements WTA en fin de saison
| Année          | 2001 | 2002 | 2003 | 2004 | 2005 | 2006 | 2007 | 2008 | 2009 | 2010 | 2011 | 2012 | 2013 | 2014 | 2015 | 2016 | 2017 | 2018 | 2019 | 2020 |
| Rang en simple | 516  | 359  | 326  | 73   | 37   | 56   | 46   | 40   | 47   | 72   | 17   | 40   | 45   | 22   | 136  | 103  | 27   | 298  | 75   | 117  |
| Rang en double | 660  | -    | -    | 85   | 61   | 105  | 20   | 27   | 12   | 39   | 25   | 56   | 4    | 3    | 872  | 44   | 9    | 63   | 49   | 58   |

Source : (en) Classements de Peng Shuai sur le site officiel de la Fédération internationale de tennis

## Période au rang de numéro un mondiale
| # | Précédée par              | Dates                   | Suivie par                | Nombre de semaines | Cumul |
| - | ------------------------- | ----------------------- | ------------------------- | ------------------ | ----- |
| 1 | Roberta Vinci Sara Errani | 17/02/2014 - 06/07/2014 | Roberta Vinci Sara Errani | 20                 | 20    |

## Victoires sur le top 10
Toutes ses victoires sur des joueuses classées dans le top 10 de la WTA lors de la rencontre.
Peng Shuai totalise 14 victoires face à des joueuses membres du top 10, dont 11 sur le top 8.
| Légende         |
| Grand Chelem    |
| Masters         |
| Jeux olympiques |
| Elite Trophy    |
| Premier         |
| Intern'l        |
| Fed Cup         |

| #  |       | Tournoi          | Année | Surface |  | Adversaire          | Rang  | Tour | Score         | Tableau |
| -- | ----- | ---------------- | ----- | ------- |  | ------------------- | ----- | ---- | ------------- | ------- |
| 1  | no 80 | Sydney           | 2005  | Dur     |  | Anastasia Myskina   | no 3  | 1/8  | 6-1, 6-3      | Tableau |
| 2  | no 46 | San Diego        | 2005  | Dur     |  | Elena Dementieva    | no 6  | 1/16 | 7-5, 6-4      | Tableau |
| 3  | no 46 | San Diego        | 2005  | Dur     |  | Kim Clijsters       | no 10 | 1/4  | 6-4, 6-4      | Tableau |
| 4  | no 49 | Pékin            | 2007  | Dur     |  | Amélie Mauresmo     | no 10 | 1/4  | 4-6, 6-4, 6-2 | Tableau |
| 5  | no 66 | Strasbourg       | 2008  | Terre   |  | Marion Bartoli      | no 9  | 1/8  | 6-1, 1-0 ab.  | Tableau |
| 6  | no 53 | Pékin            | 2009  | Dur     |  | Jelena Janković     | no 8  | 1/16 | 4-6, 7-5, 6-2 | Tableau |
| 7  | no 61 | US Open          | 2010  | Dur     |  | Agnieszka Radwańska | no 10 | 1/32 | 2-6, 6-1, 6-4 | Tableau |
| 8  | no 54 | Open d'Australie | 2011  | Dur     |  | Jelena Janković     | no 8  | 1/32 | 7-63, 6-3     | Tableau |
| 9  | no 38 | Doha             | 2011  | Dur     |  | Francesca Schiavone | no 5  | 1/8  | 7-5, 6-3      | Tableau |
| 10 | no 36 | Indian Wells     | 2011  | Dur     |  | Li Na               | no 7  | 1/32 | 4-6, 6-3, 6-3 | Tableau |
| 11 | no 31 | Bruxelles        | 2011  | Terre   |  | Vera Zvonareva      | no 3  | 1/2  | 6-3, 6-3      | Tableau |
| 12 | no 17 | Dubaï            | 2012  | Dur     |  | Marion Bartoli      | no 7  | 1/16 | 6-4, 6-3      | Tableau |
| 13 | no 39 | US Open          | 2014  | Dur     |  | Agnieszka Radwańska | no 5  | 1/32 | 6-3, 6-4      | Tableau |
| 14 | no 49 | Indian Wells     | 2017  | Dur     |  | Agnieszka Radwańska | no 6  | 1/16 | 6-4, 6-4      | Tableau |